# 불리 라네르

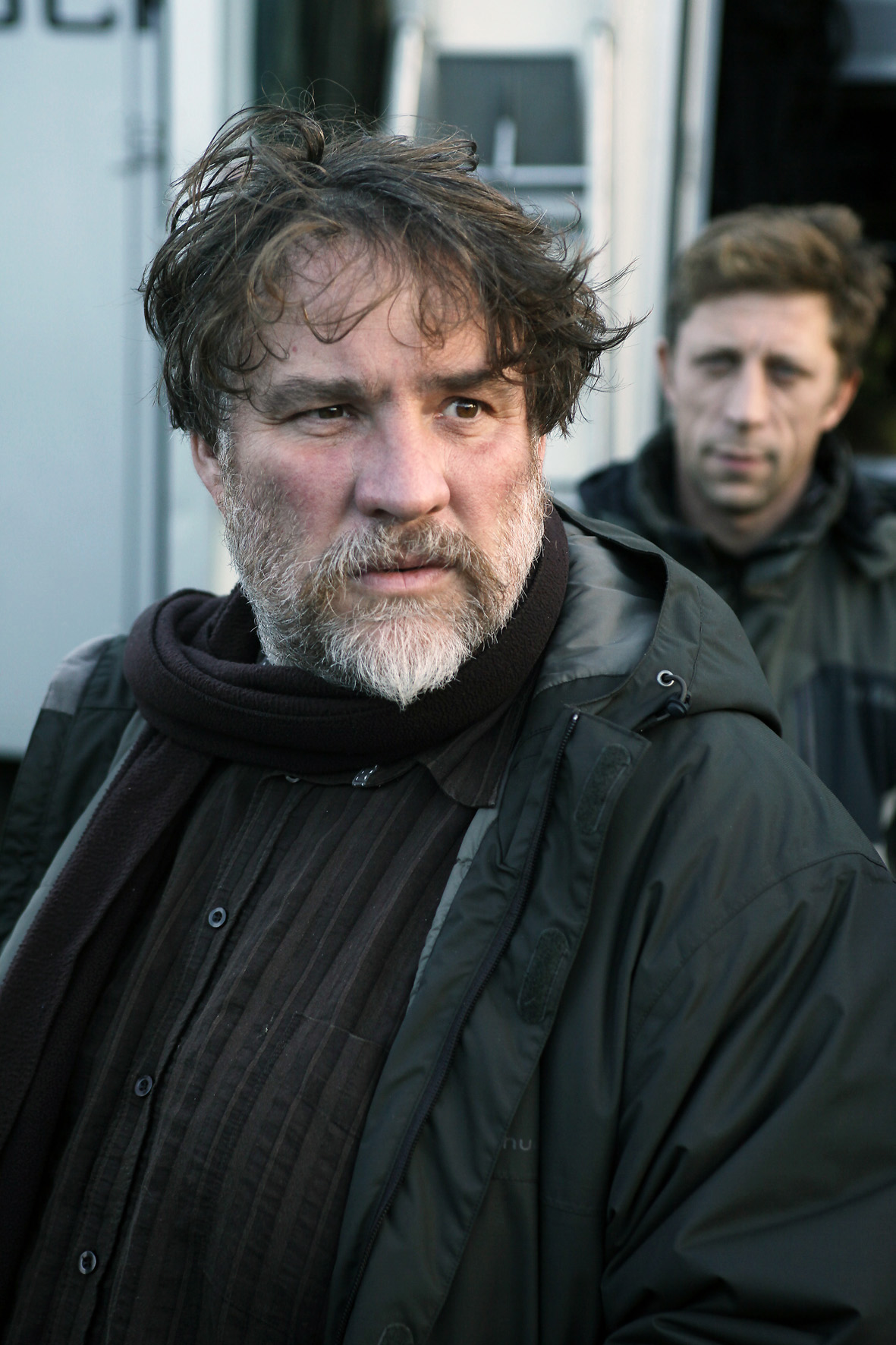

불리 라네르스(프랑스어: Bouli Lanners, 1965년 5월 20일 ~ )는 벨기에의 배우 겸 영화 감독이다. 본명은 필리프 라네르스(Philippe Lanners)이며, 리에주에서 태어났다.

## 작품

### 영화 출연
- 토토의 천국 (1991)
- Le Signaleur (1997)
- 이웃집 지휘관 (1999, Les convoyeurs attendent)
- 트레블링크스 (1999년)
- 인게이지먼트 (2004)
- 벙커 파라다이스 (2005년)
- 아비다 (2006년)
- Enfermés dehors (2006)
- 난 항상 갱스터가 되고 싶었다 (2007, J'ai toujours rêvé d'être un gangster)
- 카우-보이 (2007년)
- 아스테릭스: 미션 올림픽 게임 (2008)
- 루이즈-미셀 (2008년)
- 엘도라도 (2008년)
- 킬 미 플리즈 (2010년)
- 스페셜 트리트먼트 (2010년)
- 맘무스 (2010년)
- 낫씽 투 디클레어 (Rien à déclarer, 2010년)
- 헤드원즈 (2011년)
- 러스트 앤 본 (2012년) - 마샬 역
- 위대한 출발 (2012년)
- 아스테릭스와 오벨릭스: 여왕폐하를 위하여 (2012년)
- 11.6 (2013년)
- 뚜르드 프랑스: 기적의 레이스 (2013년) - 레미 플레팅스 역
- 룰루의 일탈 (2013년)
- 아리안느는 임신중 (2013, 9 Mois ferme)
- 브라더후드 오브 티어스 (2013년)
- 꼬마 니콜라의 여름방학 (2014년)
- 모든 고양이가 회색인 이유 (2014년)
- 사랑과 우정의 중년밴드 (2015년)
- 아브릴과 조작된 세계 (2015년) - 피조니 목소리 역
- 로우 (2016년)
- 힐 더 리빙 (2016년)
- 더 퍼스트, 더 라스트 (2016년)
- 블러디 밀크: 어느 목장의 잔인한 날 (2017년)
- 킬러 인 브뤼셀 (2017년) - 대니 역
- 도그 (2017년)
- 진정한 사랑 (2018년) - 마리오 역
- 딜리트 히스토리 (2020년)

### 영화 연출
- 자이언츠 (2011년)
- 더 퍼스트, 더 라스트 (2016년)

### 텔레비전 출연
- 타트오르트 (1998년)